# Parafia św. Marcina w Grywałdzie
Parafia św. Marcina w Grywałdzie – parafia rzymskokatolicka, znajdująca się w diecezji tarnowskiej, w dekanacie Krościenko nad Dunajcem.

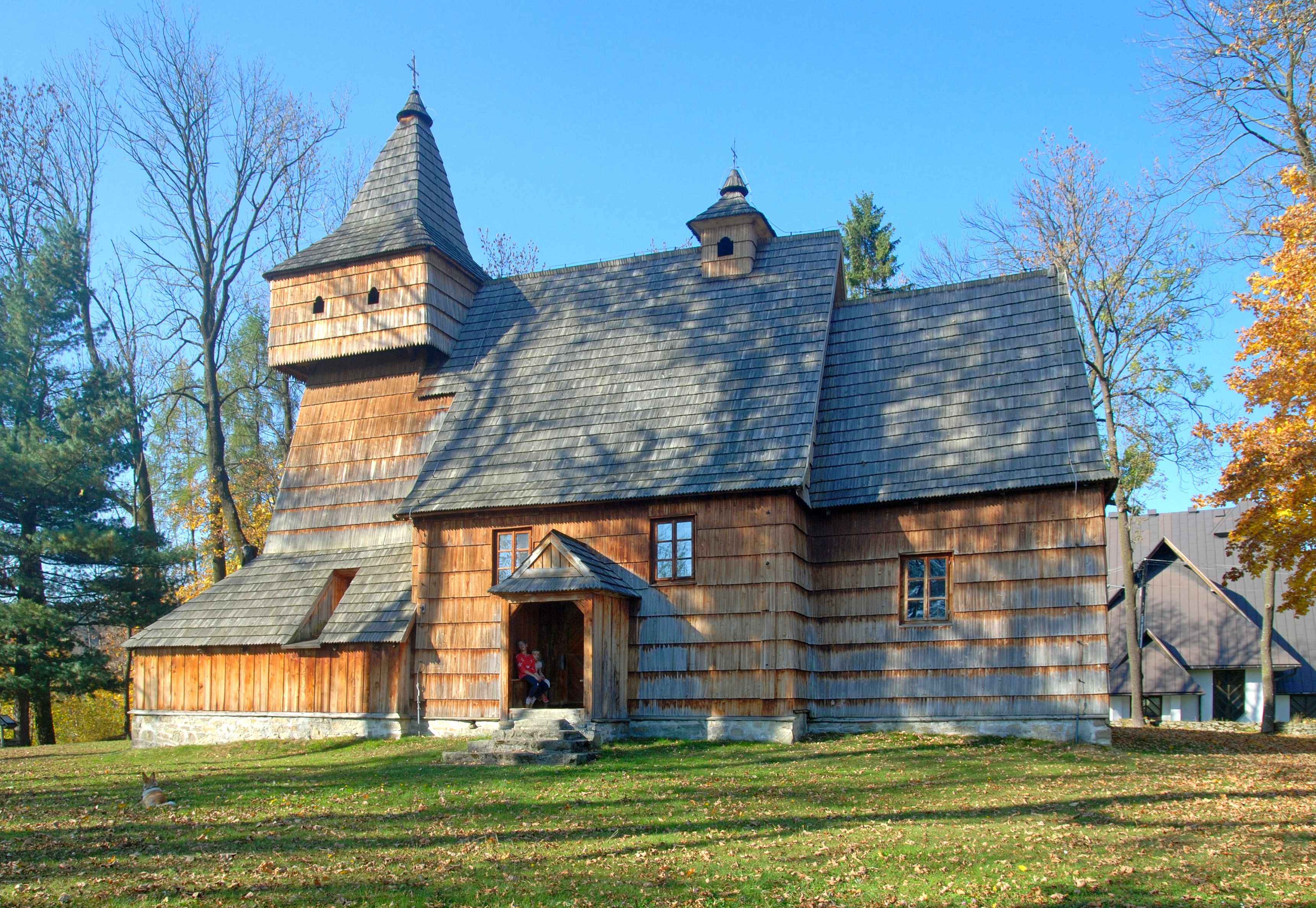
Zabytkowy kościół św. Marcina